# A la pesca de los 45 millones
A la pesca de los 45 millones és una pel·lícula dels començaments del cinema espanyol, de l'any 1916, dirigida per Domènec Ceret i Joan Solà i Mestres. Com a dada anecdòtica està el fet que els actors i actrius no podien figurar amb els seus noms personals, de manera que encara avui dia el repartiment (veure fitxa IMDb) apareix duplicat, com Lolita Arellano i Senyoreta Arellano, Josep Font i Senyor Font. Està rodada en blanc i negre.